# 昂阿秃
昂阿秃（13世纪—1327年），唐兀人，元朝大臣，也蒲甘卜的孙子，昂吉兒之子。
元世祖至元二十一年（1284年），充速古儿赤（掌内府尚供衣服人员）。至元二十四年（1287年）随从忽必烈征讨乃颜有功，奉旨代其父職。至元二十六年（1289年）授庐州蒙古汉军万户府达鲁花赤。元成宗大德六年（1302年），率兵讨伐宋隆济等，因功受赏，还镇庐州（今安徽省合肥市）。泰定四年（1327年）去世。昂阿禿之弟暗普，由速古兒赤授金符、唐兀禿魯花千戶，後改授海北海南道廉訪使。

## 延伸阅读
[在维基数据编辑]
 《元史·卷123》，出自宋濂《元史》